# Киселёв, Василий Афанасьевич
Василий Афанасьевич Киселёв (14 января 1907 — 8 июня 1986) — советский хозяйственный, государственный и военно-политический деятель, первый секретарь Удмуртской АССР (1939—1940), участник Великой Отечественной войны, генерал-майор (1951).

## Биография
Родился 14 января 1907 года в г. Бежица Брянского уезда Орловской губернии Российской империи (ныне часть Брянска Брянская области Российской Федерации) в семье рабочего-кузнеца. По национальности русский. В 1926 г. окончил школу-девятилетку. В 1926 г. вступил в комсомол. С января 1927 г. чернорабочий вагоностроительного завода «Красный Профинтерн» в Бежице. С июня 1927 г. строгальщик Мытищинского вагоностроительного завода Всесоюзного объединения вагоно-строительных и тормозных заводов (ВОВАТ) в г. Мытищи Московской губернии. В июле 1929 г. вступил в ВКП(б). С декабря 1929 г. по декабрь 1934 г. студент по специальности инженер-технолог-механик Машиностроительного института в Бежице, после чего работал инженером-технологом, руководителем бюро технической информации, начальником спецотдела Брянского вагоностроительного завода им. Урицкого. С декабря 1937 г. второй секретарь, а затем первый секретарь Брянского горкома ВКП(б). С ноября 1938 г. ответственный организатор отдела руководящих партийных органов ЦК ВКП(б) в Москве. С 11 января 1939 г. по 12 марта 1940 г. первый секретарь Удмуртского обкома ВКП(б). Делегат XVIII съезда ВКП(б), который проходил в Москве 10—21 марта 1939 года. В марте 1940 г. отозван в распоряжение ЦК ВКП(б) в Москву и назначен ответственным организатором Управления кадров ЦК ВКП(б). С 21 марта 1939 г. по 5 октября 1952 г. член Центральной ревизионной комиссии ВКП(б). С 24 июня 1941 г. в Рабоче-крестьянской Красной армии. Участник Великой Отечественной войны с 19 июля 1941 г. батальонный комиссар Киселев заместитель начальника политического отдела 30-й армии Западного фронта. Начинал воевать под Смоленском в районе Ельни. За смелость и отвагу награжден медалью за оборону Москвы. С января 1942 г. начальник политотдела тыла 30-й армии Западного фронта. С 16 апреля 1942 г. военный комиссар, с 9 октября 1942 г. заместитель по политической части начальника тыла 10-й гвардейской армии Калининского и Западного фронтов. В связи с отменой института военных комиссаров и введении единоначалия в Красной армии в конце 1942 года был переаттестован в подполковника. С октября 1943 г. заместитель Главного интенданта РККА по политической части. В марте-апреле 1945 г. в резерве Главного Политического управления РККА. После войны занимался возвращением и устройством на Родине военнопленных и мирных советских граждан, которые были угнаны в Германию: с мая 1945 г. исполняющий должность начальника группы представителя Представительства уполномоченного СНК СССР по делам репатриации в РСФСР, полковник. С марта 1946 г. начальник отдела по устройству возвращенных граждан СССР, с февраля 1948 г. начальник отдела по репатриации, с сентября 1946 г. он же помощник уполномоченного Совета Министров СССР по делам репатриации. С декабря 1948 г. находился в распоряжении Главного политического управления Вооруженных сил СССР. С февраля 1949 г. по апрель 1950 г. слушатель курсов усовершенствования командиров стрелковых дивизий при Военной академии им. М. В. Фрунзе, после чего был назначен заместителем командира по гражданской администрации военно-морской базы Порккала-Удд 8-го ВМФ, генерал-майор. С апреля 1953 г. находился в распоряжении Главнокомандующего ВМС СССР. С июня 1953 г. начальник 4-го отделения по делам гражданской администрации Отдела службы тыла ВМС, с мая 1954 г. начальник 6-го отделения Отдела труда и кадров рабочих и служащих, с ноября 1954 г. начальник Отдела труда, заработной платы и кадров рабочих и служащих, с декабря 1960 г. начальник отделения труда, заработной платы и кадров рабочих и служащих тыла ВМФ СССР в Москве. Из наградного листа (1956): «Дисциплинированный, скромный, энергичный и культурный генерал... С долж ностью начальника Отдела труда, заработной платы рабочих и служащих ВМФ справляется. Авторитетом среди личного состава пользуется. К порученному делу относится добросовестно. В решении вопросов проявляет партийную принципиальность. Занимается совершенствованием своей специальности и военной подготовки». С июня 1961 г. заместитель начальника Управления труда и зарплаты рабочих и служащих Министерства Обороны СССР. С 5 февраля 1969 г. на пенсии по болезни. Писал стихи о войне. В 2011 году был опубликован сборник его стихов «Стихи из полевой сумки». Умер 8 июня 1986 года в Москве. Похоронен на кладбище в пос. Шереметьевском Московской области.

## Воинские звания
Батальонный комиссар — 1941;
Подполковник — 1942;
Полковник — 1944;
Генерал-майор — 27.01.1951.

## Награды
Орден Красного Знамени (01.08.1944);
Орден Отечественной войны I степени (11.03.1985);
Два Ордена Красной Звезды (05.10.1943, 30.12.1956);
Медаль «За боевые заслуги» (27.12.1951);
Медаль «За оборону Москвы»;
Медаль «За победу над Германией в Великой Отечественной войне 1941–1945 гг.» (23.06.1945) и другими медалями.

## Семья
Сын: Киселев Юрий Васильевич (род. 1936), офицер ВМФ.